# Club delle 300 vittorie

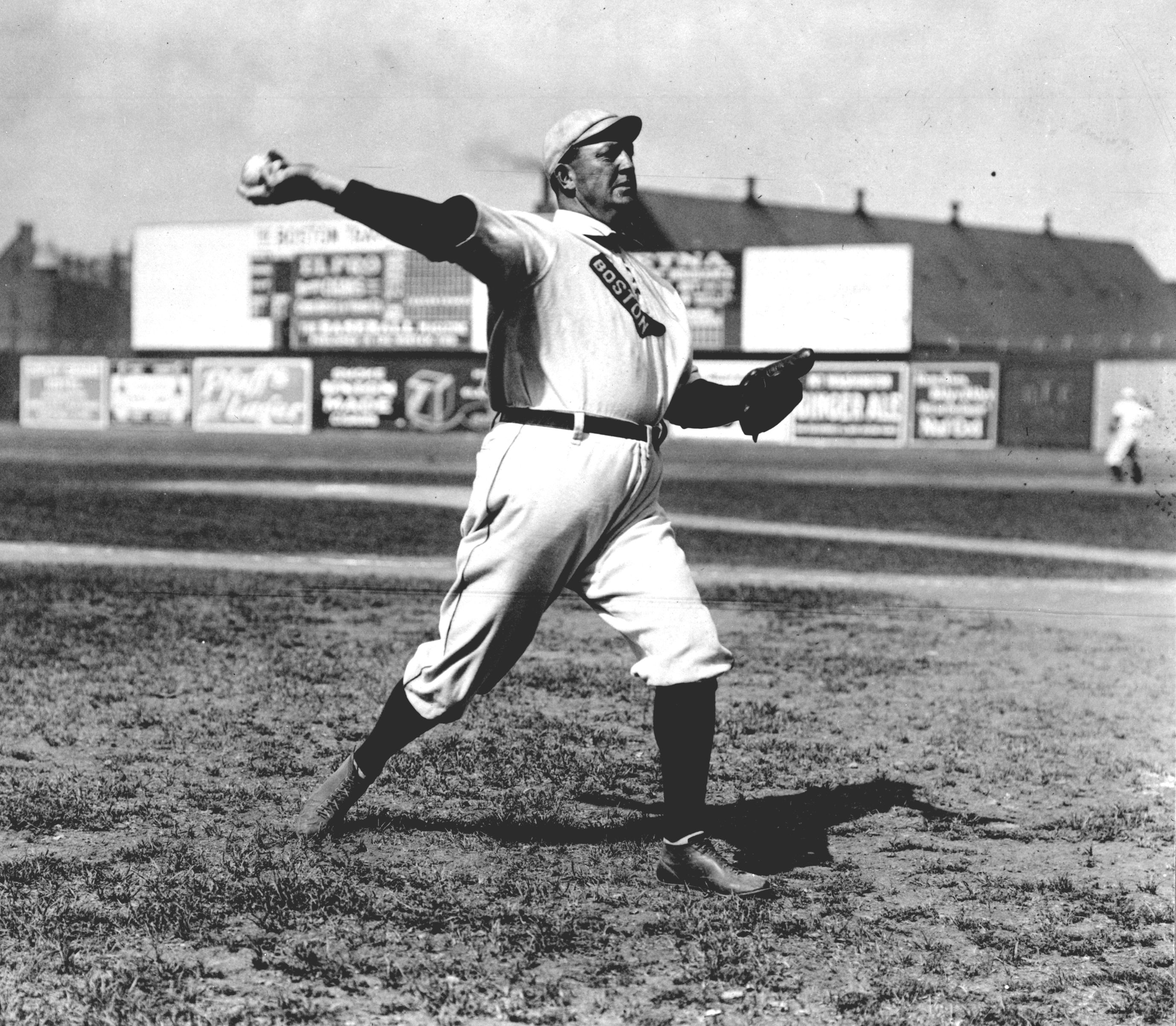
Cy Young, detentore del record assoluto di vittorie in carriera nella MLB

Il Club delle 300 vittorie (300 Wins Club in lingua inglese) riunisce i lanciatori che hanno raggiunto o superato le 300 vittorie in carriera nella Major League Baseball (MLB) .
Sono 24 i lanciatori entrati nel club. Il primo a tagliare il traguardo delle 300 vittorie fu Pud Galvin nel 1888, l'ultimo in ordine di tempo è stato Randy Johnson nel 2009.
La lista pubblicata dalla MLB, aggiornata al termine della stagione 2018, è la seguente:
| Lanciatore        | Vittorie (W) | Data della 300ª vittoria |
| ----------------- | ------------ | ------------------------ |
| Cy Young          | 511          | 12 luglio 1901           |
| Walter Johnson    | 417          | 14 maggio 1920           |
| Grover Alexander  | 373          | 20 settembre 1924        |
| Christy Mathewson | 373          | 13 giugno 1912           |
| Pud Galvin        | 365          | 5 ottobre 1888           |
| Warren Spahn      | 363          | 11 agosto 1961           |
| Kid Nichols       | 361          | 7 luglio 1900            |
| Greg Maddux       | 355          | 7 agosto 2004            |
| Roger Clemens     | 354          | 13 giugno 2003           |
| Tim Keefe         | 342          | 4 giugno 1890            |
| Steve Carlton     | 329          | 23 settembre 1983        |
| John Clarkson     | 328          | 21 settembre 1892        |
| Eddie Plank       | 326          | 11 settembre 1915        |
| Nolan Ryan        | 324          | 31 luglio 1990           |
| Don Sutton        | 324          | 18 giugno 1986           |
| Phil Niekro       | 318          | 6 ottobre 1985           |
| Gaylord Perry     | 314          | 6 maggio 1982            |
| Tom Seaver        | 311          | 4 agosto 1985            |
| Charles Radbourn  | 310          | 2 giugno 1891            |
| Mickey Welch      | 307          | 28 luglio 1890           |
| Tom Glavine       | 305          | 6 agosto 2007            |
| Randy Johnson     | 303          | 4 giugno 2009            |
| Lefty Grove       | 300          | 25 luglio 1941           |
| Early Wynn        | 300          | 13 luglio 1963           |